# Fúvós hangszerek
A fúvós hangszerek fogalmába hagyományosan a levegőbefúvással működő aerofon hangszerek tartoznak. A köznyelvben elsősorban azokat a levegővel működő hangszereket sorolják ide, melyek levegőpótlását, megszólaltatását az emberi lélegzet, a hangszerjátékos légzőszervei biztosítják az adott hangszer típusára jellemző fúvóka segítségével. Ebbe a csoportba szoktak még sorolni olyan egyéb levegőbefúvással működő aerofonokat is, ahol a levegőpótlás közvetetten (például duda) vagy valamilyen egyéb eszközzel, nem az emberi légzőszervekkel történik (például harmonika, orgona).

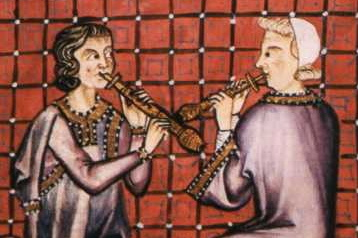
Fúvós hangszerek a Cantigas de Santa Maria kéziratból, 13. század

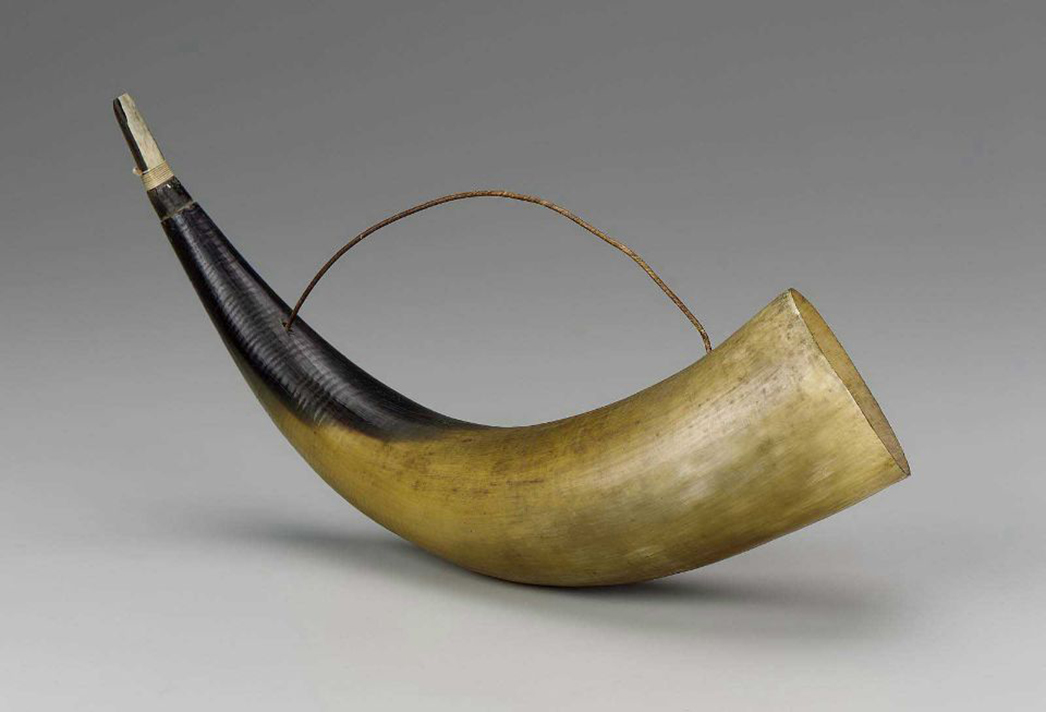
Erkencho

A hangszerek Sachs–Hornbostel-féle osztályozásában a fúvós hangszerek azok az aerofonok, ahol a hangrezgés elsődlegesen a levegőnek egy körülhatárolt részében, tehát valamilyen cső- vagy üregrezonátorban jön létre, szemben a szabad aerofon hangszerekkel, ahol ilyenről nem beszélhetünk. Ez utóbbi definíció részben ellentmond az előzőnek, amennyiben mondjuk a szájharmonikát vagy a melodikát nem tekinti fúvós hangszernek annak ellenére, hogy emberi megfúvással szólalnak meg.
A Sachs–Hornbostel-féle osztályozásban a fúvós hangszerek osztályának három alkategóriája van: az ajaksípos hangszerek, a nádnyelves hangszerek és a tölcséres fúvókájú hangszerek.

## Fajtái
A fúvós hangszereket megkülönböztethetjük rezgéskeltő szerkezetük, fúvókájuk típusa szerint; aszerint, hogy működési elvük alapján az ajaksípok vagy a nyelvsípok családjába tartoznak-e; a hagyományos fafúvós-rézfúvós csoportosítás szerint, amelynek ma már semmi köze az építési anyag mibenlétéhez; végül a szigorú értelemben vett fúvós hangszereket különválaszthatjuk a – mindennapi szóhasználatban szintén fúvósnak tekintett – szabad nyelvsípos hangszerektől, ahogyan a Sachs–Hornbostel-féle osztályozás teszi.
| a fúvóka típusa szerint       | működési elv szerint | fafúvós / rézfúvós | Sachs – Hornbostel |
| ----------------------------- | -------------------- | ------------------ | ------------------ |
| Ajaksípos hangszerek          | ajaksípok            | fafúvósok          | fúvós hangszerek   |
| Nádnyelves hangszerek         | nyelvsípok           | fafúvósok          | fúvós hangszerek   |
| Tölcséres fúvókájú hangszerek | nyelvsípok           | rézfúvósok         | fúvós hangszerek   |
| Az orgona nyelvsípjai         | nyelvsípok           | egyik sem          | szabad aerofonok   |
| Szabad nyelvsípos hangszerek  | nyelvsípok           | egyik sem          | szabad aerofonok   |

### Ajaksípok, nyelvsípok
A hangot eredményező rezgésfolyamat keletkezésének elve alapján a fúvós hangszerek családján belül ajaksíppal és nyelvsíppal működő típusokat különböztethetünk meg.
Az ajaksípos hangszerek legismertebb képviselői a fuvola, a furulya, az okarina, és ide sorolandók az orgona sípjainak zömét adó ajaksípok is. Ezeknél a hangszereknél a szűk sugárban befújt levegő egy akadályba, éles perembe ütközik, ahol a keletkező légörvények a peremnek felváltva hol az egyik, hol a másik oldalán válnak le, peremhangot hozva létre. Ez a periodikus folyamat a hangszerhez csatolt csőrezonátor (vagy például az okarina esetén üregrezonátor) megfelelő sajátrezgéseit gerjeszti.
Az összes többi típus a nyelvsíppal megszólaló fúvós hangszerek közé sorolható. Ezek abban hasonlóak, hogy valamilyen mozgó, rugalmas alkatrész, fémből vagy nádból készült nyelv – vagy a rézfúvósoknál a hangszerjátékos ajkai – periodikusan nyitja-zárja a befújt levegő útját, helyi nyomásingadozást, hangrezgést hozva létre. A nádnyelves és a tölcséres fúvókájú hangszerek esetén – hasonlóan az ajaksípos hangszerekhez – a zenei hang létrehozásához mindenképpen szükség van egy csőrezonátorra, de az orgona fém nyelvsípjai esetén ez már csak a hang biztosabb megszólalását, a pontosabb intonációt, a nagyobb hangerőt szolgálja, szabad nyelvsípok esetén pedig teljesen hiányzik.

### Fafúvós és rézfúvós
A nyugati zenében használatos fúvós hangszerek közül a trombitát, a harsonát, a kürtöt stb. a rézfúvós hangszerek kategóriájába soroljuk, míg a fuvolát, az oboát, a klarinétot stb. a fafúvósok közé. Ez a besorolás nem függ a hangszerek építési anyagától (például a modern fuvola leggyakrabban fémből készül), hanem rendszerint a tölcséres fúvókájú hangszereket nevezik rézfúvósnak és a többit fafúvósnak. Néha azon az alapon nevezik a hangszerek ez utóbbi csoportját fafúvósnak, hogy a hangsorokat ezeknél hanglyukak segítségével képezik, ami történelmileg a fából készült fúvósok sajátja volt.
Ez a fajta rendszerezés egyes historikus hangszereknél zavarba ejthet, például a cink megszólaltatásának módja alapján a tölcséres fúvókájú hangszerek közé tartozik, tehát rézfúvós, ugyanakkor fából készül, és fafúvós módjára, hanglyukakkal lehet rajta játszani. Gyakran a könnyebb megszólaltathatóság érdekében kettős nádsípot illesztettek a tölcséres fúvóka helyére, így ebben a pillanatban a szó legszorosabb értelmében is fafúvóssá változott.

## A hangmagasság
A fúvós hangszerek hangmagasságának megváltoztatására, dallamok játszására többféle megoldás kínálkozik.
A fafúvósok esetében a hangmagasság szempontjából a hangszer testében rezonáló levegőoszlop a meghatározó, ennek hosszúságát hangképző nyílások, hanglyukak segítségével lehet módosítani. Átfúvással, a megfúvás módjának megváltoztatásával e rezonáló levegőoszlopot másféle, magasabb rezgési módok felvételére lehet késztetni, ezzel tovább bővítve a hangterjedelmet. A tölcséres fúvókájú, tehát rézfúvós hangszereknél dallamjátszáskor elsősorban ezeket a különböző rezgési móduszokat hívja elő a hangszerjátékos, ezzel a módszerrel akár komplett hangsorokat létrehozva, de a csőhosszúság megváltoztatásával is módosíthatja a hangmagasságot tolócső vagy szelepek alkalmazásával.
A rezgő fémnyelvekkel létrehozott hangok esetén a hangmagasság megváltoztatása csak a fémnyelv rezgő hosszúságának módosításával érhető el, mivel e fémnyelvek rugalmassága és tömege egymagában képes eldönteni a megszólaló hang magasságát. A gyakorlatban ezzel a módszerrel csak a sípok behangolása oldható meg, dallamok megszólaltatásához különböző hangmagasságokra hangolt sípok sorozatát használják úgy az orgona nyelvsípjai esetében, mint például a szájharmonika vagy az egyéb harmonikaszerű hangszerek szabad nyelvsípjai esetében.

## Lásd még
- Aerofon hangszerek
- Ajaksípos hangszerek, nádnyelves hangszerek, tölcséres fúvókájú hangszerek